# Group by
GROUP BY — синтаксична конструкція мови SQL для агрегації записів, вибраних за допомогою запиту SELECT.

## Приклади
Нехай є таблиця статей, для кожної з яких з-поміж іншого зберігається рік їх написання. Потрібно отримати огляд того, скільки статей було написано кожного року.
```
SELECT
 
year
,
 
count
(
1
)

FROM
 
articles

GROUP
 
BY
 
year
;

```

Результат може бути таким:
| year | count(1) |
| ---- | -------- |
| 2006 | 7        |
| 2007 | 15       |
| 2008 | 22       |

## Інші можливості

### GROUP BY та агрегатні функції
Використання GROUP BY дозволяє застосовувати агрегатні функції. Найчастіше використовується для підрахунку кількості записів, відповідних кожному значенню іншого стовпця (у вищенаведеному прикладі року), часто також суми, середнього арифметичного та інших статистичних оцінок вибраних записів.

### HAVING
У випадках, коли вибірку з GROUP BY необхідно додатково обмежити, а використовувати оператор WHERE не можна, оскільки він не працює з агрегатними функціями, необхідно використовувати спеціальне ключове слово HAVING, яке дозволяє задавати умови над агрегатними функціями.

### WITH ROLLUP
Деякі системи керування базами даних (наприклад, MySQL та MariaDB) підтримують конструкцію WITH ROLLUP, що вживається з оператором GROUP BY. Запит із конструкцією WITH ROLLUP поверне, згідно зі стандартом, рядки зі значенням NULL у тих стовпцях, відповідно до яких дані агрегуються (якщо вказані), а на місці значень агрегатних функцій — результати цих функцій для всіх рядків — наприклад, для кількості (count) це кількість усіх входжень, для суми (sum) — загальна сума і т. д.
Для вищенаведеного прикладу запиту
```
SELECT
 
year
,
 
count
(
1
)

FROM
 
articles

GROUP
 
BY
 
ROLLUP
 
(
year
);

```

результат буде схожий на:
| year | count(1) |
| ---- | -------- |
| 2006 | 7        |
| 2007 | 15       |
| 2008 | 22       |
| NULL | 44       |

Значення NULL в останньому рядку представляє загальний показник за всі роки. Агрегованих стовпців або виразів може бути й більше — тоді результатний набір міститиме значення NULL із загальною сумою у зворотному порядку, крім зазначених в операторі GROUP BY.